# Stenodyneriellus bicoloratus
Stenodyneriellus bicoloratus är en stekelart som först beskrevs av Henri Saussure 1856.  Stenodyneriellus bicoloratus ingår i släktet Stenodyneriellus och familjen Eumenidae. Inga underarter finns listade i Catalogue of Life.